# Spiliphera hirsuta
Spiliphera hirsuta är en rundmaskart. Spiliphera hirsuta ingår i släktet Spiliphera, och familjen Chromadoridae. Arten är reproducerande i Sverige.